# ヴィルテン少年合唱団

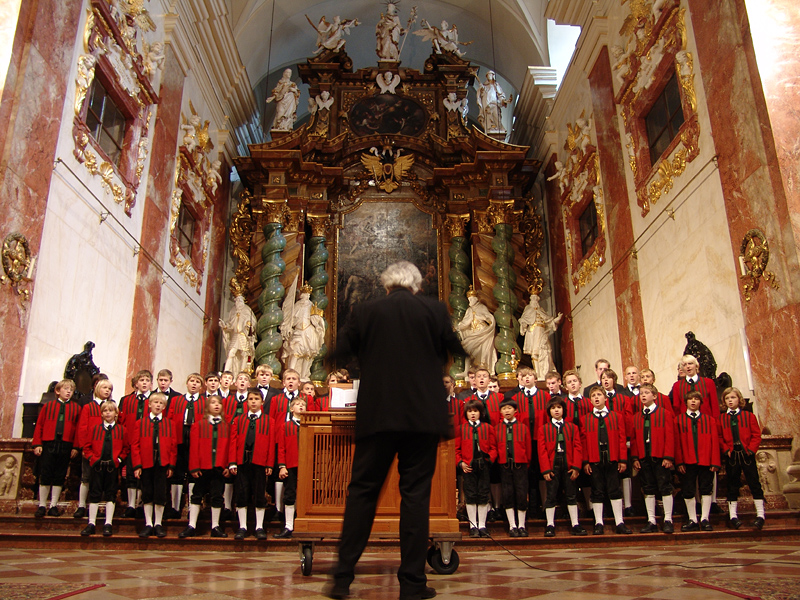
国内外で数多くのコンサートに参加しているヴィルテン少年合唱団

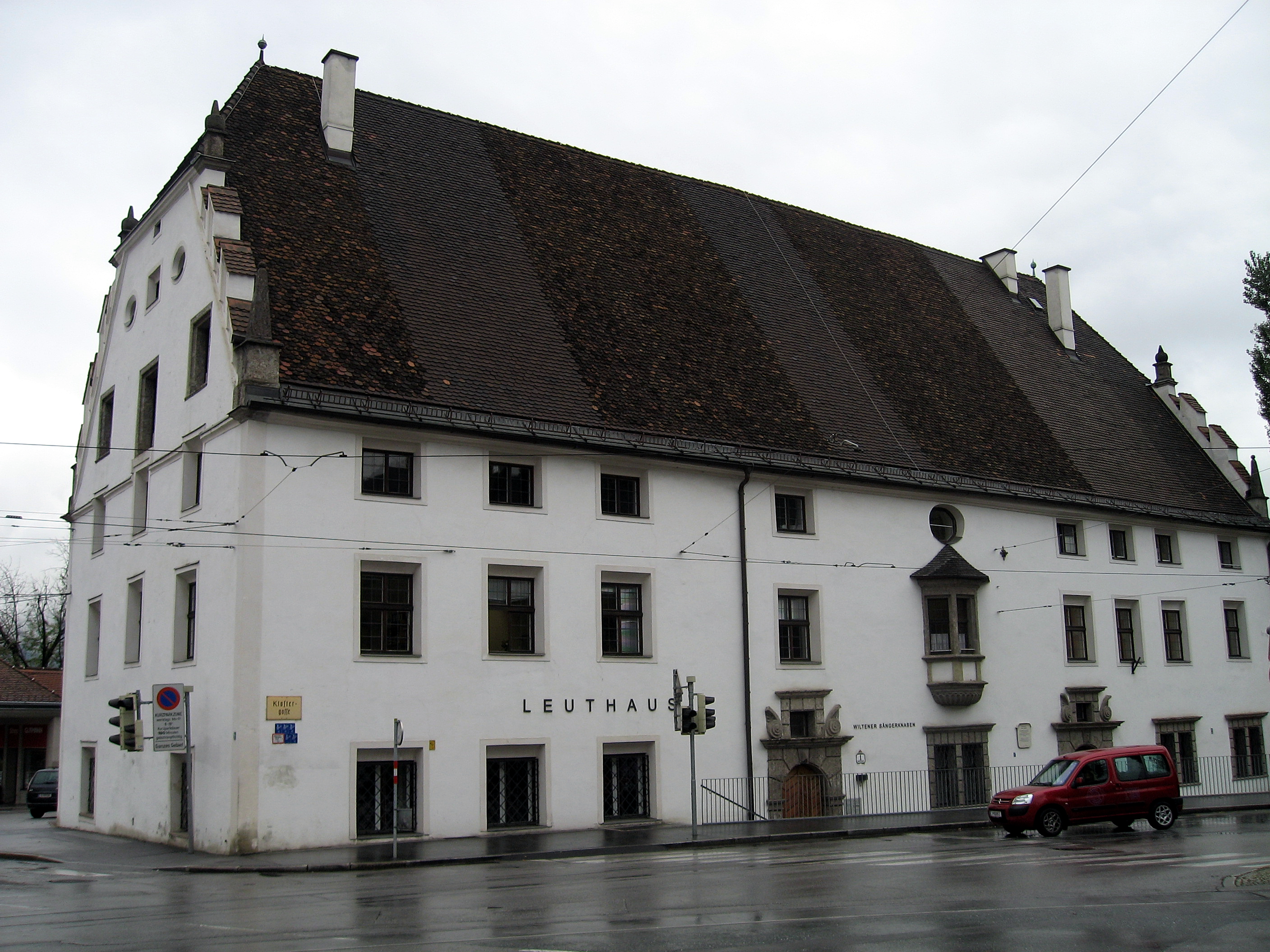
毎日の練習が行われているヴィルテン司教座教会近くのロイトハウス

ヴィルテン少年合唱団（Wiltener Sängerknaben）は、13世紀に設立されたヨーロッパで最も長い歴史と伝統を誇る少年合唱団の一つ。中世時代にはハプスブルク帝国の宮廷付き聖歌隊として活動した。チロル州インスブルック市に本拠を置く。

## 歴史
インスブルックに位置し、1138年に設立されたプレモントレ会のヴィルテン司教座教会に属する少年合唱団として13世紀に設立された。ハプスブルク家の保護の下、中世時代からハプスブルク帝国の宮廷付き聖歌隊として活動した。特に15世紀ではインスブルックをこよなく愛し、インスブルックの王宮からも政治を行っていた神聖ローマ皇帝マクシミリアン1世に気に入られ、マクシミリアン1世がウィーンに移った際にはウィーンでの新たな宮廷礼拝堂少年聖歌隊（現在のウィーン少年合唱団）創設のためにヴィルテン少年合唱団のメンバーを連れて行った。
世界大戦中は活動が停止されたが、第二次世界大戦後の1946年に活動を本格的に再開した。

## 特徴
モットーは「神の栄光のために、そして人々の喜びのために」。
団員は通常5歳から7歳の間に入団するが、日本の児童合唱団と同様に寄宿制度は取っていない。家庭の下を離れずに成長してほしいという少年合唱団の教育哲学の下、団員はそれぞれの地元の学校に通い、週2回から4回のグループ及び個人レッスンを受けている。
また、他の児童合唱団と違い、変声期を迎えた少年たちを退団させずにそのまま合唱団に残し、コンサート内容によっては意図的にテノールやバスのパートを作り合唱する機会を与えている。これは「天使の歌声」のイメージを維持することよりも高校卒業までそれぞれに正しい声楽教育を受けさせたいという意向を優先しているのと、同時に各種の合唱曲をよりオリジナルに近い形で歌うことにより、より表現力の幅広い形での合唱を実現するためである。現在では合計約160名の少年と青年が所属している。

## 活動
1940年代後半から国内のみならず国外でも多くのコンサート行うようになり、イタリア、スイス、ドイツ、デンマーク、ベルギー、フランス、オランダ、イギリス、イスラエルなどでコンサートやオペラを公演した。また、1982年には日本公演も行い、東京、神奈川、千葉、長野、大阪、福岡、宮崎、大分、佐賀、長崎など計31ヶ所でコンサートを実施した。
また、いくつかの演奏会ではオーストリアの文化大使としてローマ教皇ヨハネ・パウロ2世やイギリス女王エリザベス2世、オーストリア大統領などの臨席を賜った。様々なイベントやテレビ番組、オペラなどにも参加したり、国際的に著名なソリストやオーケストラとの共演なども行っている。日本のオーケストラとの共演もしたことがある。
~
レパートリーは幅広く、宗教音楽や伝統的なオーストリアの民族音楽から、モーツァルト、ブラームス、シューベルトの歌謡曲や有名なオペラやオペレッタの作品まで合唱している。また、数多くのヨーロッパの音楽祭に出演し、レコード、CDも多数録音している。